# Super Bowl XLIV
El Super Bowl XLIV fue la 44.ª edición del partido de campeonato de National Football League (NFL) conocido como Super Bowl, siendo también el 40.º partido de campeonato a partir de la fusión de la NFL y la AFL realizada en 1970. Este partido fue disputado entre los New Orleans Saints y los Indianapolis Colts y se jugó en el Sun Life Stadium en Miami Gardens, Florida. Esto marcó la décima vez en que un Super Bowl fue jugado en el área del sur del estado de Florida: cinco de ellas se realizaron en el mismo Dolphin Stadium (conocido actualmente por razones comerciales como Sun Life Stadium) y las otras cinco en el Orange Bowl. El partido se llevó a cabo el 7 de febrero de 2010. Fue transmitido por televisión en los Estados Unidos por CBS.
Esta fue la primera aparición de los Saints en el Super Bowl, y la cuarta de los Colts. Los Saints llegaron al partido con un balance de 13-3 en la Temporada 2009 de la NFL, por el 14-2 de los de Indianápolis. Los dos eran, por lo tanto, los primeros cabezas de serie en sus respectivas conferencias. Un Super Bowl no contaba con los dos primeros cabezas de serie desde hace 16 años, desde el Super Bowl XXVIII.
El partido emitido por la cadena CBS fue el tercero más visto de la historia en los Estados Unidos, con un total de 106.5 millones de espectadores. El himno nacional lo cantó Carrie Underwood y el espectáculo del descanso corrió a cargo del grupo británico The Who.

## Desarrollo del partido
| Cuarto           | Tiempo restante  | Equipo             | Jugada | Duración de la jugada | Saints | Colts |
| ---------------- | ---------------- | ------------------ | --- | --------------------- | ------ | ----- |
| 1                | 7:29             | Indianapolis Colts | Field Goal (Matt Stover, 38 yardas)                                                                                             | 5:53                  | 0      | 3     |
| 1                | 0:36             | Indianapolis Colts | Touchdown (pase de 19 yardas de Peyton Manning a Pierre Garçon); punto ext                                                      |                       |        |       |
| 2                | 9:34             | New Orleans Saints | Field Goal (Garrett Hartley, 46 yardas)                                                                                         | 6:02                  | 3      | 10    |
| 2                | 0:00             | New Orleans Saints | Field Goal (Garrett Hartley, 44 yardas)                                                                                         | 0:35                  | 6      | 10    |
| Descanso         | Descanso         | Descanso           | Descanso | Descanso              | 6      | 10    |
| 3                | 11:41            | New Orleans Saints | Touchdown (pase de 16 yardas de Drew Brees a Pierre Thomas); punto extra es bueno                                               | 3:19                  | 13     | 10    |
| 3                | 6:15             | Indianapolis Colts | Touchdown (carrera de 4 yardas de Joseph Addai); punto extra es bueno                                                           | 5:26                  | 13     | 17    |
| 3                | 2:01             | New Orleans Saints | Field Goal (Garrett Hartley, 47 yardas)                                                                                         | 4:14                  | 16     | 17    |
| 4                | 5:42             | New Orleans Saints | Touchdown (pase de 2 yardas de Drew Brees a Jeremy Shockey); conversión de 2 puntos es buena (pase de Drew Brees a Lance Moore) | 4:57                  | 24     | 17    |
| 4                | 3:12             | New Orleans Saints | Touchdown (retorno de intercepción de 74 yardas de Tracy Porter); punto extra es bueno                                          | -                     | 31     | 17    |
| Puntuación final | Puntuación final | Puntuación final   | Puntuación final | Puntuación final      | 31     | 17    |

## Alineaciones iniciales
| New Orleans      | Posición | Posición | Indianapolis    |
| ---------------- | -------- | -------- | --------------- |
| OFENSIVA         |          |          |                 |
| Jermon Bushrod   | LT       | LT       | Charlie Johnson |
| Carl Nicks       | LG       | LG       | Ryan Lilja      |
| Jonathan Goodwin | C        | C        | Jeff Saturday   |
| Jahri Evans      | RG       | RG       | Kyle DeVan      |
| Jon Stinchcomb   | RT       | RT       | Ryan Diem       |
| Drew Brees       | QB       | QB       | Peyton Manning  |
| Pierre Thomas    | RB       | RB       | Joseph Addai    |
| Marques Colston  | WR       | WR       | Reggie Wayne    |
| Devery Henderson | WR       | WR       | Pierre Garçon   |
| Jeremy Shockey   | TE       | TE       | Dallas Clark    |
| Reggie Bush      | RB       | FB       | Gijon Robinson  |
| DEFENSIVA        |          |          |                 |
| Bobby McCray     | LE       | LE       | Robert Mathis   |
| Sedrick Ellis    | NT       | LDT      | Daniel Muir     |
| Will Smith       | RE       | RDT      | Antonio Johnson |
| Marvin Mitchell  | ILB      | RE       | Dwight Freeney  |
| Scott Fujita     | LOLB     | LOLB     | Philip Wheeler  |
| Jonathan Vilma   | ILB      | ILB      | Gary Brackett   |
| Scott Shanle     | ROLB     | ROLB     | Clint Session   |
| Jabari Greer\|   | LCB      | LCB      | Kelvin Hayden   |
| Tracy Porter     | RCB      | RCB      | Jacob Lacey     |
| Roman Harper     | SS       | SS       | Melvin Bullitt  |
| Darren Sharper   | FS       | FS       | Antoine Bethea  |